# Rubite (kommunhuvudort)
Rubite är en kommunhuvudort i Spanien.   Den ligger i provinsen Provincia de Granada och regionen Andalusien, i den södra delen av landet, 400 km söder om huvudstaden Madrid. Rubite ligger 791 meter över havet och antalet invånare är 507.
Terrängen runt Rubite är kuperad åt sydost, men åt nordväst är den bergig. Terrängen runt Rubite sluttar söderut.  Närmaste större samhälle är Motril, 16,4 km väster om Rubite. Trakten runt Rubite består till största delen av jordbruksmark.